# Asthenocnemis
Asthenocnemis is een geslacht van libellen (Odonata) uit de familie van de Breedscheenjuffers (Platycnemididae).

## Soorten
Asthenocnemis omvat 2 soorten:
- Asthenocnemis linnaei Gassmann & Hämäläinen, 2008
- Asthenocnemis stephanodera Lieftinck, 1949